# Ilha de Navassa
Navassa (em inglês: Navassa Island, em francês: Île de la Navasse ou La Navase e em crioulo haitiano: Lanavaz ou Lavash) é uma pequena ilha desabitada do mar do Caribe. Constitui em um território não incorporado dos Estados Unidos, administrado pelo Serviço de Pesca e Vida Silvestre dos Estados Unidos. No entanto, a ilha é reclamada por instituições privadas e pelo Haiti, país que alega possuir sua soberania desde 1801. Pescadores, em sua maioria provenientes do Haiti, pescam nas águas ao redor de Navassa.

## Geografia
A ilha de Navassa tem uma área de aproximadamente 5,2 km². Está situada numa localização estratégica a 160 km ao sul da Base Naval da Baía de Guantánamo, pertencente aos Estados Unidos em Cuba, e no caminho entre o Haiti e a Jamaica, no Canal da Jamaica. A localização exata da ilha está em 18° 25′ N, 75° 02′ O
A maior parte do território consiste em rochas, ainda que também cresça pasto, ademais existem árvores e cactos espalhados pela ilha.

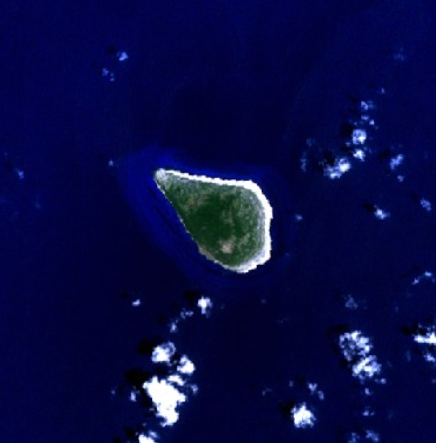
Vista de Navassa (imagem de satélite).

## Reivindicação haitiana
A Constituição do Haiti (Capítulo II: Du Territoire de la République D'Haïti) faz uma explícita reivindicação da ilha de Navassa, considerando-a parte de seu território:
Le territoire de la République d'Haïti comprend:
A ilha fica a 60 km da costa do cabo Tiburão no Departamento do Sul, o qual é assinada pelo Governo haitiano.
A reivindicação haitiana é apoiada por Cuba, ambos os países firmaram um tratado de delimitação marítima em 27 de outubro de 1977 estabelecendo os limites de forma que a ilha foi considerada parte do Haiti. Diversas fontes informais afirmam que Cuba e Jamaica teriam reivindicações dormentes sobre Navassa, mas, no entanto, nem no citado tratado nem no que Cuba firmou com a Jamaica em 18 de fevereiro de 1994 existe alguma reivindicação da ilha por parte desses países e o limite entre ambos é estabelecido de forma tal que começa em um ponto tripartido Navassa-Cuba-Jamaica como continuação do limite acordado por Cuba e o Haiti.
Pendente de uma solução à disputa pela ilha entre Haiti e os Estados Unidos, Cuba e Jamaica recusaram as sugestões do segundo país para estabelecer limites marítimos com eles em torno de Navassa.
Outras fontes informais garantem uma suposta reivindicação pendente por parte da Colômbia, no entanto, os limites marítimos entre este país e o Haiti foram estabelecidos completamente mediante o tratado feito em 17 de fevereiro de 1978, não havendo menção alguma por parte da Colômbia sobre a ilha. Tampouco fez-se menção da ilha em 12 de novembro de 1993, quando foi firmado um tratado de limites marítimos entre a Colômbia e a Jamaica.

## História
Em 1504, Cristóvão Colombo, que havia parado na Jamaica durante sua quarta viagem, enviou em canoas Diego de Mendes e Bartolomeu Fieschi, juntamente com indígenas, à ilha de São Domingos em busca de ajuda. Passaram por uma ilha que não tinha água e designaram-na Navassa, nome que lhe deram em alusão às navas da Espanha. A descrição da sua descoberta encontra-se no livro História do Almirante, escrito por seu filho Fernando Colombo:
Esta ilha foi evitada pelos marinheiros durante 350 anos, e só os piratas lá passavam. Pelo Tratado de Basília em 1795, toda a ilha de Hispaníola (ilha de São Domingos) e ilhas adjacentes foram cedidam pela Espanha a França, sem especificação se a cessão incluía a ilha de Navassa. Adquiriu logo menção relevante durante a viagem feita por Simão Bolívar pelo Haiti, em busca de ajuda para a causa emancipadora, trasladando-se desde a Jamaica em 24 de dezembro de 1815, onde escreveu: "A Carta da Jamaica", cruzou frente a Navassa permanecendo impressionado por sua beleza natural, circunstância da qual existe também registro histórico.

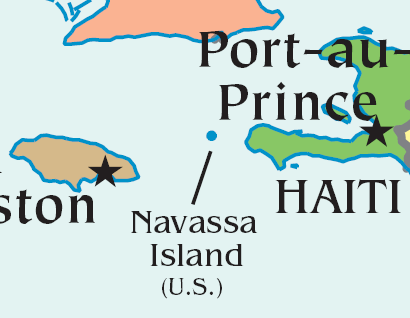
Localização da ilha de Navassa ao sul de Cuba, leste da Jamaica e oeste do Haiti.

Em 1857, a soberania da ilha foi reclamada por Peter Duncan, um capitão da marinha estadunidense, mediante a Ata da Ilhas Guaneiras de 1856, devido a seus depósitos de guano. Alegou a descoberta da ilha em 1 de julho de 1857 e sua posse em 19 de setembro desse ano. Cabe mencionar que esta foi a terceira ilha reclamada por meio dessa ata. O Haiti protestou contra a anexação estadunidense da ilha em 1858 e reivindicou a soberania. No entanto, os Estados Unidos rechaçaram essa reivindicação.
Os depósitos de guano foram explorados ativamente entre 1865 e 1898. O fosfato procedente do guano é um adubo orgânico que se tornou importante para a agricultura dos Estados Unidos em meados do século XIX. Duncan transferiu seus direitos de descobridor da ilha a um comerciante de guano da Jamaica, o qual por sua vez vendeu os direitos à recém-criada Navassa Phosphate Company de Baltimore. Logo de uma interrupção devida à Guerra Civil dos Estados Unidos, a companhia construiu uma melhor infraestrutura para a extração do guano, além do que de alojamento para 140 trabalhadores afro-americanos provenientes de Maryland, casas para supervisores brancos, tendas, e uma igreja. A extração iniciou-se em 1865. Os trabalhadores extraíam o guano com dinamite e picareta, e levavam-no até a baía de Lulu (por meio de vias férreas), onde armazenava-se em sacos e embarcava-se em botes para transferi-lo ao navio da companhia, o S. S. Romance. O alojamento na baía de Lulu foi chamado Lulu Town, nome que aparece em mapas da época.

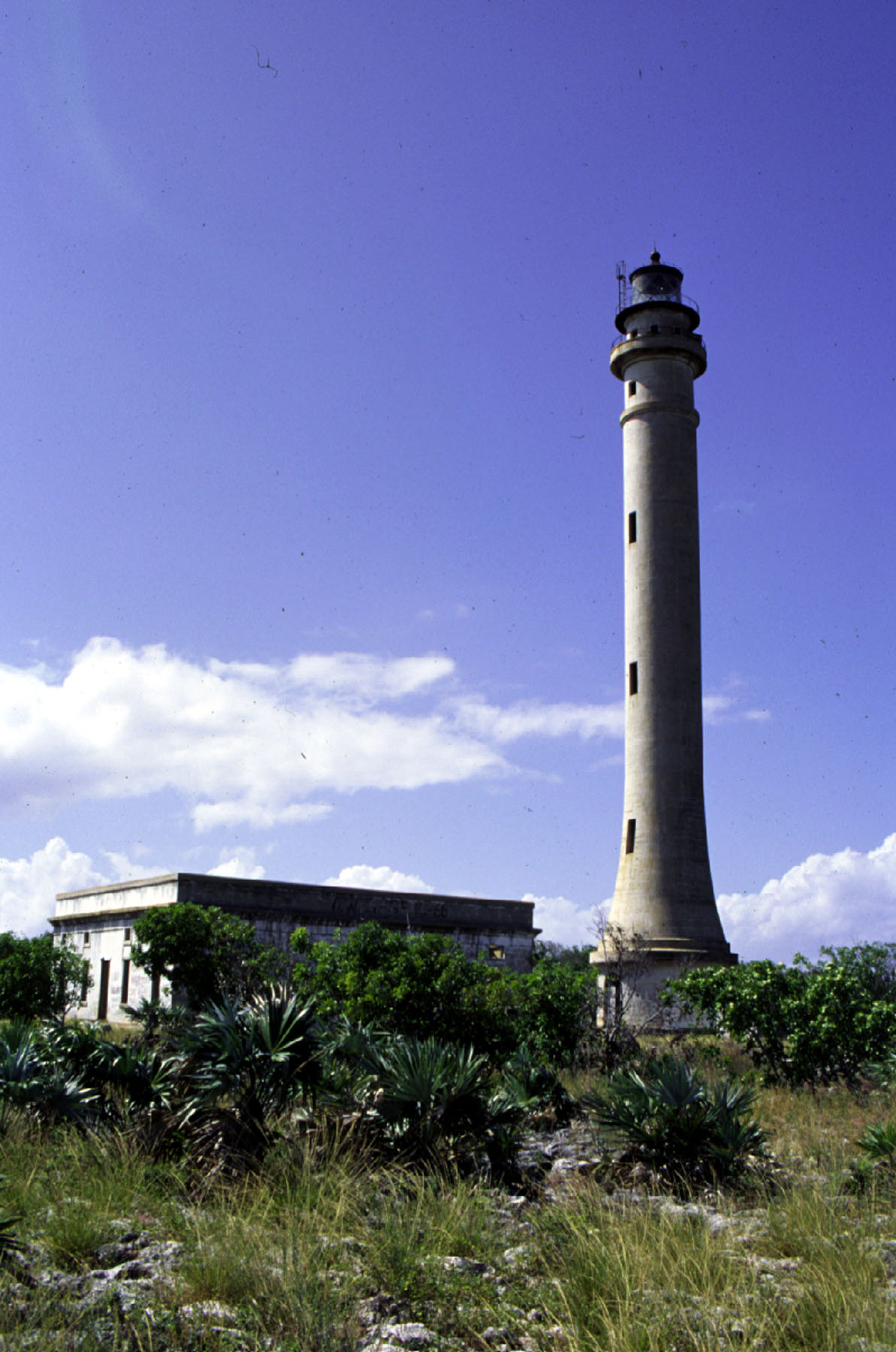
Farol da ilha de Navassa.

Carregar guano em meio ao forte calor tropical, sob restritas regras de trabalho impostas pelos abusivos supervisores brancos, provocou uma rebelião na ilha em 1889. Cinco supervisores morreram no confronto. Um navio de guerra estadunidense regressou com 18 trabalhadores a Baltimore, Maryland para serem julgados por assassinato. A Order of Galilean Fisherman (Ordem dos Pescadores Galileus), uma sociedade fraternal afro-americana, arrecadou dinheiro para defender aos trabalhadores na corte federal, alegando que estes atacaram por legítima defesa e que os Estados Unidos não tinham jurisdição completa sobre a ilha. O caso foi à Corte Suprema dos Estados Unidos em outubro de 1890, a qual decidiu que a Ata das Ilhas Guaneiras era constitucional, pelo que se previu a execução de três dos trabalhadores na primavera de 1891. Uma petição por parte das igrejas afro-americanas de todo o país, chegou ao presidente Benjamin Harrison, o qual decidiu mudar as penas dos trabalhadores a prisão.
Prosseguiu a extração de guano em Navassa, mas a um nível muito mais reduzido. A Guerra hispano-estadunidense de 1898 forçou a Companhia de Fosfato a abandonar a ilha e declarar-se falida, e os novos donos abandonaram a ilha em 1901.
Navassa adquiriu importância novamente com a abertura do Canal do Panamá em 1914. O transporte marítimo entre a costa do leste dos Estados Unidos e o Canal que passa entre Cuba, Haiti e Navassa, a qual sempre havia sido um perigo para a navegação, necessitava de um farol. Em 1917, construiu-se um farol, que media 46 m e encontrava-se à 120 msnm. Três pessoas foram designadas para viver ali até que o farol fosse automatizado em 1929. Durante a Segunda Guerra Mundial, a Marinha dos Estados Unidos criou um posto de observação na ilha. A partir de então, a ilha permanece desabitada.
Uma expedição científica da Universidade Harvard estudou a terra e a vida marinha da ilha em 1930. Desde a Segunda Guerra Mundial, operadores de rádio aterrissam frequentemente na ilha para difundir programas desde este território, o qual é outorgado estado de país pela American Radio Relay League, designando-lhe o prefixo indicativo KP1.

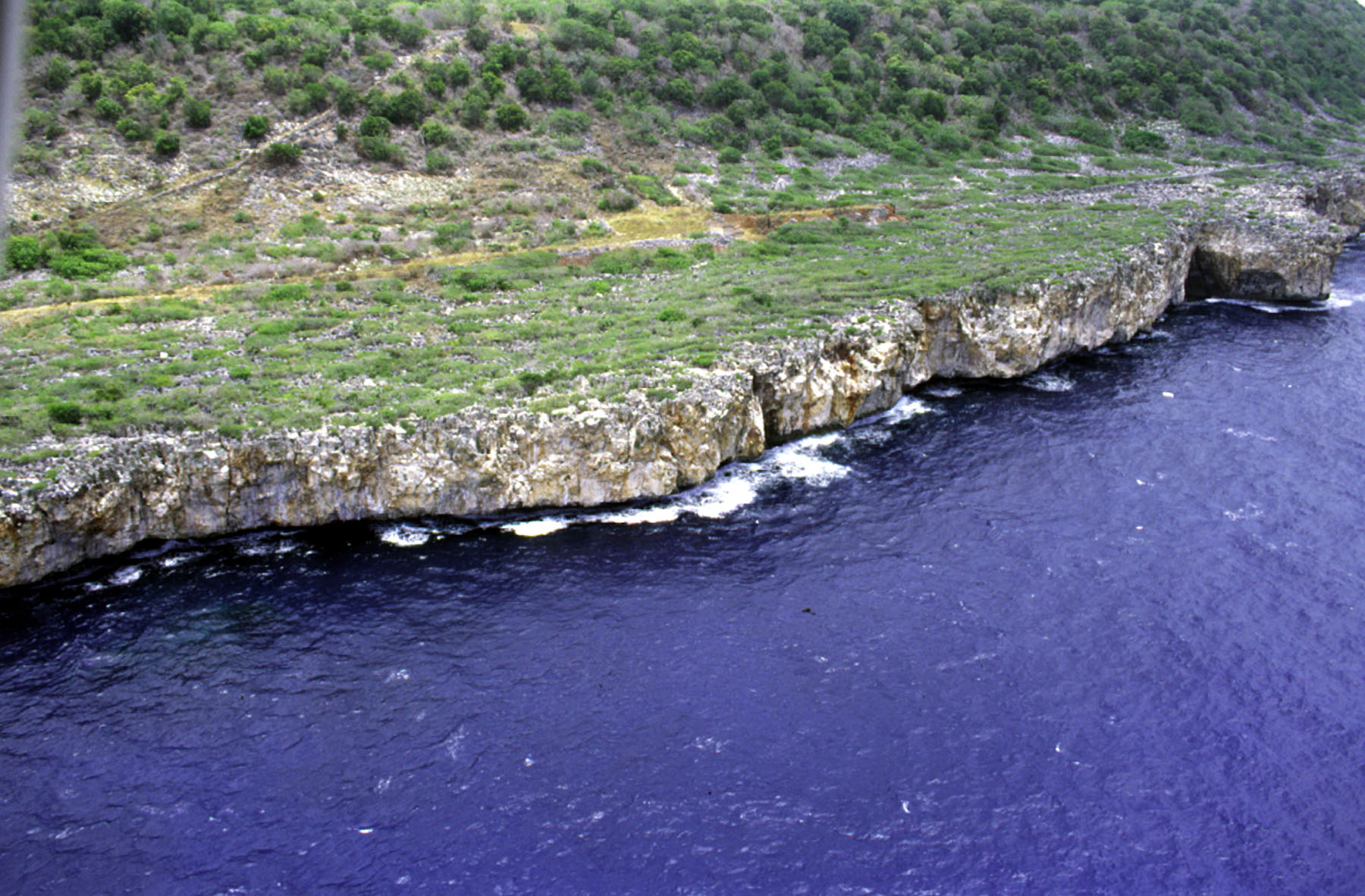
Fotografia aérea que mostra a escarpada costa rochosa que rodeia a ilha.

Desde 1903 a 1917 Navassa foi uma dependência da Base Naval da Baía de Guantánamo, e de 1917 a 1996 esteve sob a administração da Guarda Costeira (United States Coast Guard). Em 29 de agosto de 1996 a Guarda Costeira dos Estados Unidos desmantelou o farol de Navassa. Desde 16 de janeiro de 1997 a ilha passou a ser administrada pelo Departamento do Interior dos Estados Unidos (U.S. Department of the Interior), que a posse sob o controle de sua Oficina de Assuntos Insulares (Office of Insular Affairs). Navassa foi agrupada, para propósitos estadísticos, com outras ilhas guaneiras do Caribe que estavam sob possessão estadunidense sob o nome grupal de United States Miscellaneous Caribbean Islands.
Uma expedição científica em 1998 liderada pelo Center for Marine Conservation de Washington D.C. descreveu Navassa como "a única reserva de biodiversidade do Caribe".
Em 3 de dezembro de 1999 o Serviço de Pesca e Vida Silvestre dos Estados Unidos (United States Fish and Wildlife Service) assumiu a responsabilidade administrativa de Navassa, que se tornou um Refúgio de Fauna Nacional conhecido como Navassa Island National Wildlife Refuge. A Oficina de Assuntos Insulares reteve a autoridade sobre a ilha em assuntos políticos, mesmo que judicialmente ache-se sob a jurisdição do Tribunal de Circuito dos E.U.A. mais próximo.
O acesso a Navassa é perigoso e os visitantes necessitam da permissão do Gabinete de Pesca e Vida Silvestre de Boquerón, Porto Rico, para entrar em suas águas territoriais ou desembarcar. Desde sua transformação em reserva, é negada a entrada de operadores radioaficcionados.

## Estado fictício
Um grupo de colombianos, invocando o princípio de direito internacional da uti possidetis iuris, constituiu por meio da Internet no dia 12 de outubro de 2005 o fictício Principado de Navassa.